# Agropyron
Agropyron (synoniem: Australopyrum) is een geslacht uit de grassenfamilie (Poaceae). De soorten komen van nature voor in Europa en Azië. Agropyron is verder door de mens geïntroduceerd in Noord-Amerika.

## Soorten
Van het geslacht zijn de volgende dertien soorten bekend:
- Agropyron badamense Drobow
- Agropyron bulbosum Boiss.
- Agropyron cimmericum Nevski
- Agropyron cristatum (L.) Gaertn.
- Agropyron dasyanthum Ledeb.
- Agropyron desertorum (Fisch. ex Link) Schult.
- Agropyron deweyi Á.Löve
- Agropyron fragile (Roth) P.Candargy
- Agropyron michnoi Roshev.
- Agropyron mongolicum Keng
- Agropyron praetermissum (Nevski) Tzvelev & Prob.
- Agropyron tanaiticum Nevski
- Agropyron thomsonii Hook.f.

Daarnaast is de volgende hybride bekend:
- Agropyron ×pilosiglume Tzvelev